# Loupala
Loupala este o comună din regiunea Savanes, Coasta de Fildeș.